# Naviculavolva debelius
Naviculavolva debelius is een slakkensoort uit de familie van de Ovulidae. De wetenschappelijke naam van de soort is voor het eerst geldig gepubliceerd in 2011 door Lorenz & Fehse.